# Feel the Soul
《대경성 또는 Feel the Soul》은 서태지의 2번째 솔로 음반 《서태지 6집》의 6번째 트랙이자 솔로 데뷔 이후 대한민국과 일본에서 처음 발매한 싱글 음반이다. 또한 2003년에 새로 리믹스한 《대경성 (REMIX)》도 있다.

## 수록곡
| #  | 제목          | 작사·작곡 | 편곡   | 재생 시간 |
| -- | ------------- | --------- | ------ | --------- |
| 1. | Feel the Soul | 서태지    | 서태지 | 3:58      |
| 2. | Ultramania    | 서태지    | 서태지 | 3:11      |
| 3. | Orange        | 서태지    | 서태지 | 4:00      |

## 노래

### 곡 제목에 대한 추측
대경성이라는 곡 제목에 대해 여러 추측이 있다. 대표적으로 부패하고 파멸 직전인 서울을 서울의 옛 명칭인 경성에 대(大)를 붙여 반의적인 표현으로 대경성이라는 제목이 생겼다는 의견이 짙다.

### 다른 버전
2000년 발매된 《서태지 6집》에 수록된 〈대경성〉의 원곡 러닝 타임은 4분 10초이다. 이듬해인 2001년에는 서태지가 서머 소닉에 참여한 후 일본에서의 싱글 발매를 위하여 이 곡을 〈Feel the Soul〉이라는 영문 제목으로 바꾸고 모든 악기를 재녹음하여 맥시싱글과 2003년 한국에서 발매된 《6th Album Re-recording & ETPFEST Live》수록했는데, 〈대경성〉 인트로의 자동차 소리, 기침 소리 같은 도시의 소음부분이 〈Feel the Soul〉에서는 빠지면서 러닝타임이 3분 58초가 되었다.
2007년 서태지의 15주년 기념 박스세트인 《& Seotaiji 15th Anniversary》에 포함된 6집에는 제목만 〈대경성〉일뿐, 재녹음된 〈Feel the Soul〉이 수록되었으며, 2003년에 새로 리믹스한 〈대경성 (REMIX)〉가 보너스 트랙으로 수록되었다.
2009년에 재발매된 6집은 이 박스세트가 개별 앨범으로 각각 재발매된 것으로, 역시 제목만 〈대경성〉인 〈Feel the Soul〉이 수록되어있다.

## 뮤직비디오
2007년, 서태지의 15주년 기념 컴필레이션 음반인 "& Seotaiji 15th Anniversary"에 실황 공연과 뮤직 비디오를 함께 재편집한 '03 대경성 (REMIX) 뮤직비디오가 리믹스와 함께 수록되었다.
- 대경성 (Feel the Soul) 뮤직비디오 - 유튜브

## 참여
- 서태지 - 프로듀서, 보컬, 작사·작곡·편곡, 기타, 베이스 기타, 퍼포먼스

## 같이 보기
- 서태지
- 서태지 6집
- & Seotaiji 15th Anniversary